# Cerodirphia opis
Cerodirphia opis är en fjärilsart som beskrevs av William Schaus 1892. Cerodirphia opis ingår i släktet Cerodirphia och familjen påfågelsspinnare. Inga underarter finns listade i Catalogue of Life.